# Alyushagy
Alyushagy (azerbajdzjanska: Alıuşağı) är en ort i Azerbajdzjan.   Den ligger i distriktet Samux Rayonu, i den centrala delen av landet, 290 kilometer väster om huvudstaden Baku. Alyushagy ligger 286 meter över havet och antalet invånare är 1 672.
Terrängen runt Alyushagy är platt åt nordost, men åt sydväst är den kuperad. Runt Alyushagy är det ganska tätbefolkat, med 70 invånare per kvadratkilometer.. Närmaste större samhälle är Ganja, 9,9 kilometer väster om Alyushagy.
Trakten runt Alyushagy består till största delen av jordbruksmark.